# Ottone Gabelli
Ottone Gabelli (Udine, 1880 – 1939) è stato un diplomatico e scrittore italiano.

## Biografia
Ottone Gabelli è nato in Friuli nel 1880, nei pressi di Udine. 

Ha iniziato una carriera burocratica nel "Ministero delle colonie", diventando direttore generale nei primi anni 1930.
 
È stato anche membro dell'Istituto per l'Oriente, una rivista sugli studi coloniali.
Si trasferì all'Africa italiana nel 1934, diventando temporaneamente governatore dell'Eritrea.

Il suo ruolo di "governatore reggente" è stato Funzionario ruolo colonie (attribuzione: Reggente) nel gennaio 1935. Fu tra i firmatari del Manifesto della razza. 
Morì nel 1939.

## Opere
- LA TRIPOLITANIA DALLA FINE DELLA GUERRA MONDIALE ALL'AVVENTO DEL FASCISMO - 2 VOLUMI. Editore: A. AIROLDI. Verona, 1939
- Le vicende della colonizzazione italiana in Eritrea e Somalia in "L'Africa orientale italiana e il conflitto italo-etiopico"; p. 113-126. Roma, 1936